# 粵知一二
《粵知一二》是在微博、嗶哩嗶哩、騰訊、秒拍等網絡頻道上發行的中國大陸粵語脫口秀節目，由一個共有十多名「90後」工作成員的團隊製作，節目以綠幕拍攝為主，只有少量外景，主持人是人稱「粵語先生」的郭嘉峰，其他的主要製作人包括劉出奇、肥龍、貓貓、嘴嘴、張琦暉等，在每天下午六時正發佈一期新節目（極少出現準時上載的情況，但一般只會延遲數個小時），為「日更」節目。在2020年，粵知一二宣布不定期上載影片。
《粵知一二》在2017年1月開播，早期人氣低迷，後在同年4月8日發佈了一條有關《王者榮耀》的「吐槽」視頻後人氣急升，並自此被稱為「王者榮耀第一非官方托」（即《王者榮耀》的間接宣傳者中的第一名），至今全網點擊率已高達6億，微信公眾號有超過100萬粉絲，在非粵語地區和港澳地區也有不少支持者。
《粵知一二》在2018年5月18日與另一廣東網絡節目《爆谷video》聯手推出新節目《爆燈TV》，不過《爆燈TV》中的幕前成員仍以《爆谷video》的成員為主，《粵知一二》成員只是偶爾客串。同年5至7月2018年國際足總世界盃期間，《粵知一二》與中國央視網及嗶哩嗶哩合作推出20期《粵知世界波》節目。

## 獎項

### 金秒獎
| 獎項             | 得奬單位 |
| ---------------- | -------- |
| 最佳方言短視頻獎 | 粵知一二 |